# 이은 (배우)
이은(1982년 3월 11일 ~ )은 대한민국의 배우이다.

## 학력
- 명지전문대학 연극영상과

## 출연작

### TV 드라마, 시트콤
- tvN 《안투라지》(2016년)
- 채널A 《총각네 야채가게》... 총정아 역 (2011년)
- KBS2 《매리는 외박중》... 소라 역 (2010년)
- KBS2 《다 줄거야》... 간호사 역 (2009년)
- MBC 《뉴하트》... 간호사 역 (2007년)
- KBS2 《마왕》.. 공주희 역 (2007년)
- OCN 《썸데이》 (2006년)
- SBS 《천국보다 낯선》 (2006년)
- MBC 《궁》... 김순영 역 (2006년)
- MBC 《사랑은 아무도 못말려》... 영심 역 (2006년)
- SBS 《건빵선생과 별사탕》... 무협파 학생 역 (2005년)
- MBC 《논스톱 4》... 이은 역 (2003년)

### 영화
- 《아름다운 유산》... 지민 역 (2011년)
- 《외톨이》... 이은희 역 (2008년)
- 《달려라 자전거》... 이선영 역 (2008년)
- 《도레미파솔라시도》... 윤아 역 (2008년)
- 《사랑방 선수와 어머니》... 강승자 역 (2007년)
- 《여고괴담 4 - 목소리》... 미희 역 (2005년)
- 《발레 교습소》... 지나 역 (2004년)
- 《튜브》... 고딩 여 역 (2003년)